# 卢辅
卢辅（？—？），字显元，一作显光，范阳涿（今河北省涿州市）人，出自范阳卢氏北祖，北燕仆射卢昭之孙，卢玄堂侄，北魏官员。
卢辅在北魏官至幽州别驾。唐朝显庆四年，唐高宗下诏禁止包括卢辅六个儿子后裔在内的七姓十家自己做主互相通婚。

## 家族

### 祖父
- 卢昭，北燕仆射，黄门，北祖卢偃第四子[13][14]

### 儿子
卢辅有六个儿子，可考者四人
- 卢静，北魏太常丞
- 卢琇，北魏安州刺史
- 卢璧，北魏下邳郡太守
- 卢同，北魏侍中、骠骑将军、左光禄大夫、仪同三司、章武孝穆伯